# مارینه شاهسواریان
مارینه لوونی شاهسواریان (ارمنی: Մարինե Լևոնի Շահսուվարյան؛ انگلیسی: Marine Shahsuvaryan؛ زادهٔ ۱۵ ژوئن ۱۹۶۶) چشم‌پزشک، و جراح اهل ارمنستان است.

## زندگی‌نامه
وی در ۱۵ ژوئن ۱۹۶۶ ‏در ایروان به دنیا آمد و از دانشگاه پزشکی دولتی ایروان فارغ‌التحصیل گشت. 

## یادداشت
1. ↑  բժշկական գիտությունների դոկտոր